# Crisàor

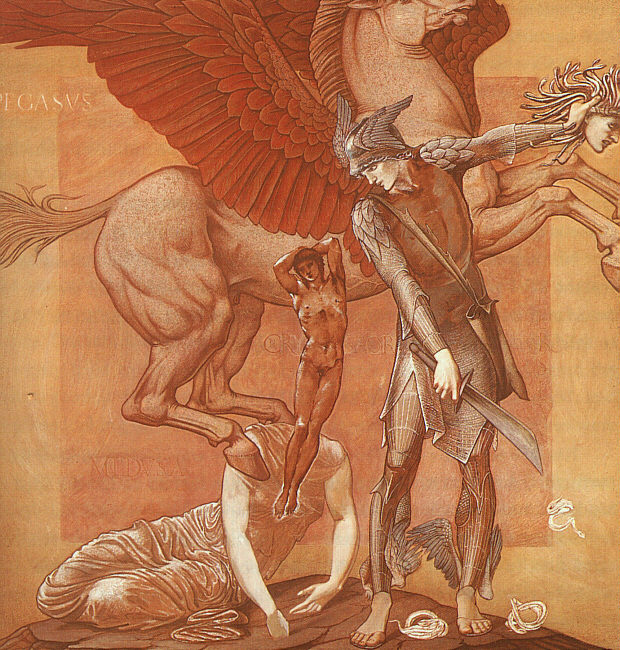
Naixement de Pegàs i Crisàor 1876-1885. Edward Burne-Jones

Segons la mitologia grega, Crisàor (en grec antic Χρυσάωρ "l'home de l'espasa d'or") va ser un heroi, fill de Posidó i de Medusa.
Va néixer pel coll de la seva mare, juntament amb el cavall Pegàs quan Perseu degollà la gorgona. Quan va néixer, Crisàor brandava una espasa d'or. Unit amb Cal·lírroe, la filla d'Oceà, va engendrar el gegant de tres cossos Gerió, l'enemic d'Hèracles. Alguns autors li atribueixen també la paternitat d'Equidna.